# Scott Reef
Koordinaten: 13° 38′ 0″ S, 122° 5′ 0″ O

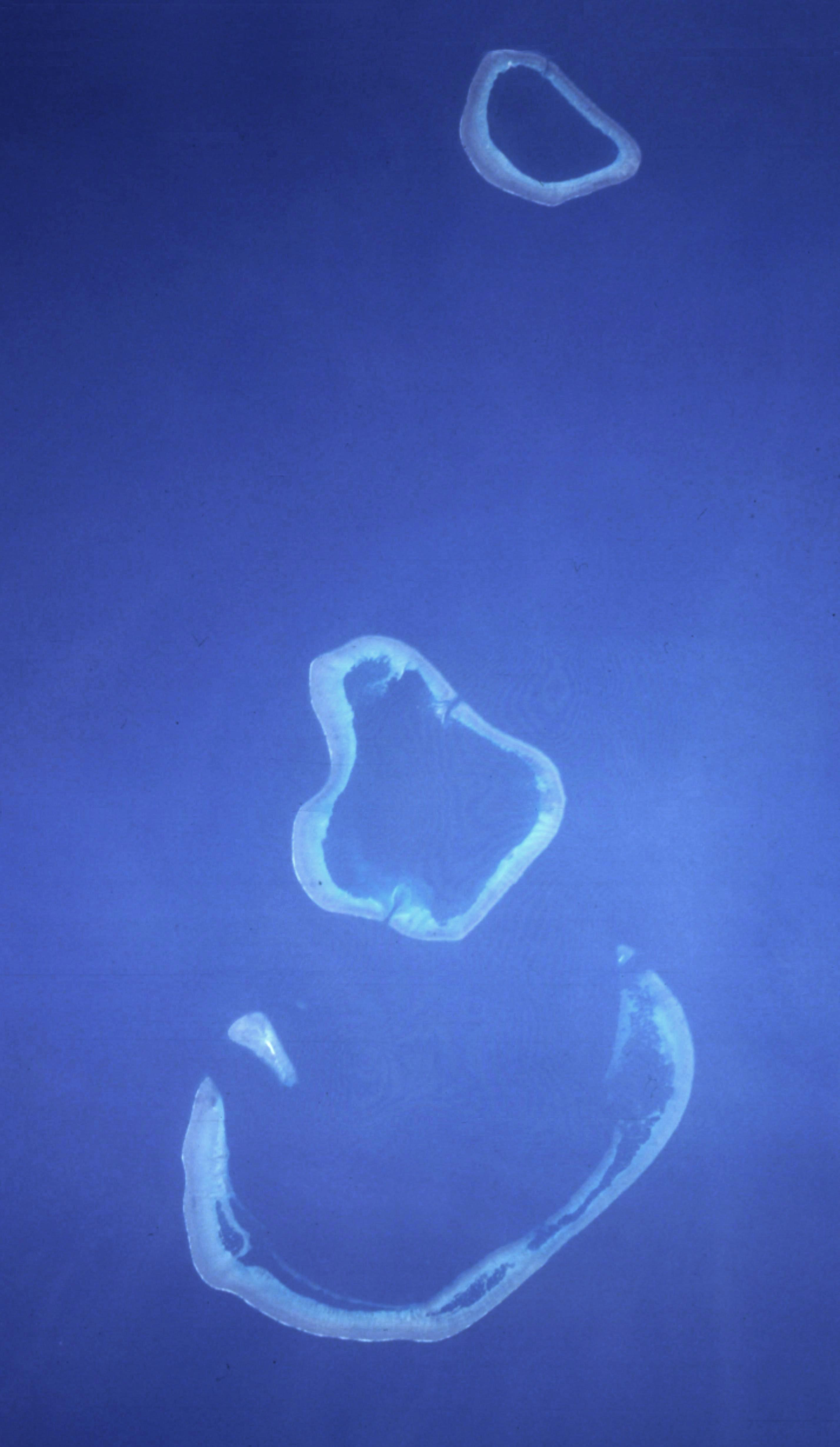
Nördliches und Südliches Scott Reef (unten) und Seringapatam Reef (oben)

Das Scott Reef ist ein Meeresschutzgebiet, das von der australischen Bundesregierung verwaltet wird. Es liegt etwa 300 km von der westaustralischen Küste entfernt und 390 km  nordöstlich von Derby. Es besteht aus einem südlichen und nördlichen Riff und es entstand an einer geologischen Verwerfung des Jura und Trias. Ferner befindet sich unterhalb des Riffs ein großes Erdgasfeld, das seit 2010 ausgebeutet wird.

## Lage
Das Scott Reef liegt 23 km südwestlich des Seringapatam Reef, das aus Ablagerungen im Jura und Trias entstand. Der Tidenhub in diesem Seegebiet beträgt 4,5 m. Das North Reef ist 16,3 km lang und 14,4 km breit, mit einer Tiefe der Lagune von 21 m. Das South Reef ist 17 km halbmondförmig ausgebildet und die Lagunentiefe beträgt 55 m. Die beiden Riffe sind durch einen 400 bis 700 m tiefen Kanal getrennt. 
Das Meeresschutzgebiet umfasst ein Gebiet von 275,90 km², das in der Australian National Heritage List eingetragen ist.
Die Bildung des Scottriffs geht zurück auf die Trias und zeigt eine Entwicklung eines langen geomorphologischen Prozesses auf dem Kontinentalschelf Australiens. Dieser Entwicklungsprozess brachten eine ungewöhnliche Fauna hervor, die normalerweise nicht an der westaustralischen Küste vorkommt.

## Meeresfauna
An dem Scott Reef finden sich Fische ein, die sonst es nur um Indonesien vorkommen. Endemisch sind 51 Fisch-, 14 Muschel-, 6 Stachelhäuterarten und Seegräser wie auch verschiedene Korallenarten dürften endemisch sein. 
Seevögel wie Keilschwanz-Sturmtaucher (Puffinus pacificus), Weißbauchtölpel (Sula leucogaster), Arielfregattvogel (Fregata ariel) und Noddy-Seeschwalbe (Anous stolidus), Rußseeschwalbe (Sterna fuscata) und fünf Seeschlangenarten wurden am Scott Reef vorgefunden: Timor-Riffschlange (Aipysurus laevis), A. Duboisii, A. Fuscus, Streifenruderschlange (Hydrophis melanicephalus) und Emydocephalus annulatus. 
Das Scott Reef unterscheidet sich von den Rowley Shoals des Weiteren durch das Vorhandensein anderer sandbewohnender Tier- und Riesenmuschelarten.

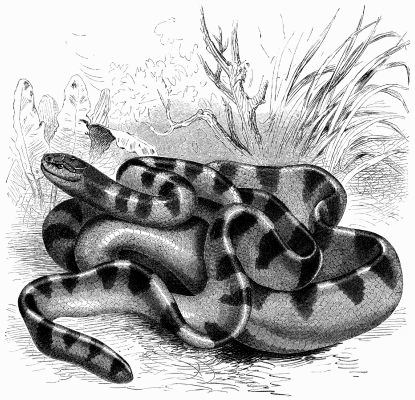
Streifenruderschlange
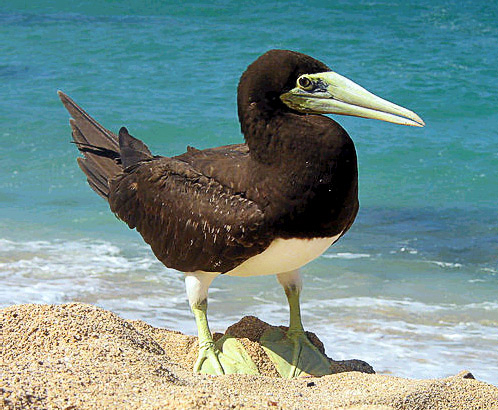
Weißbauchtölpel
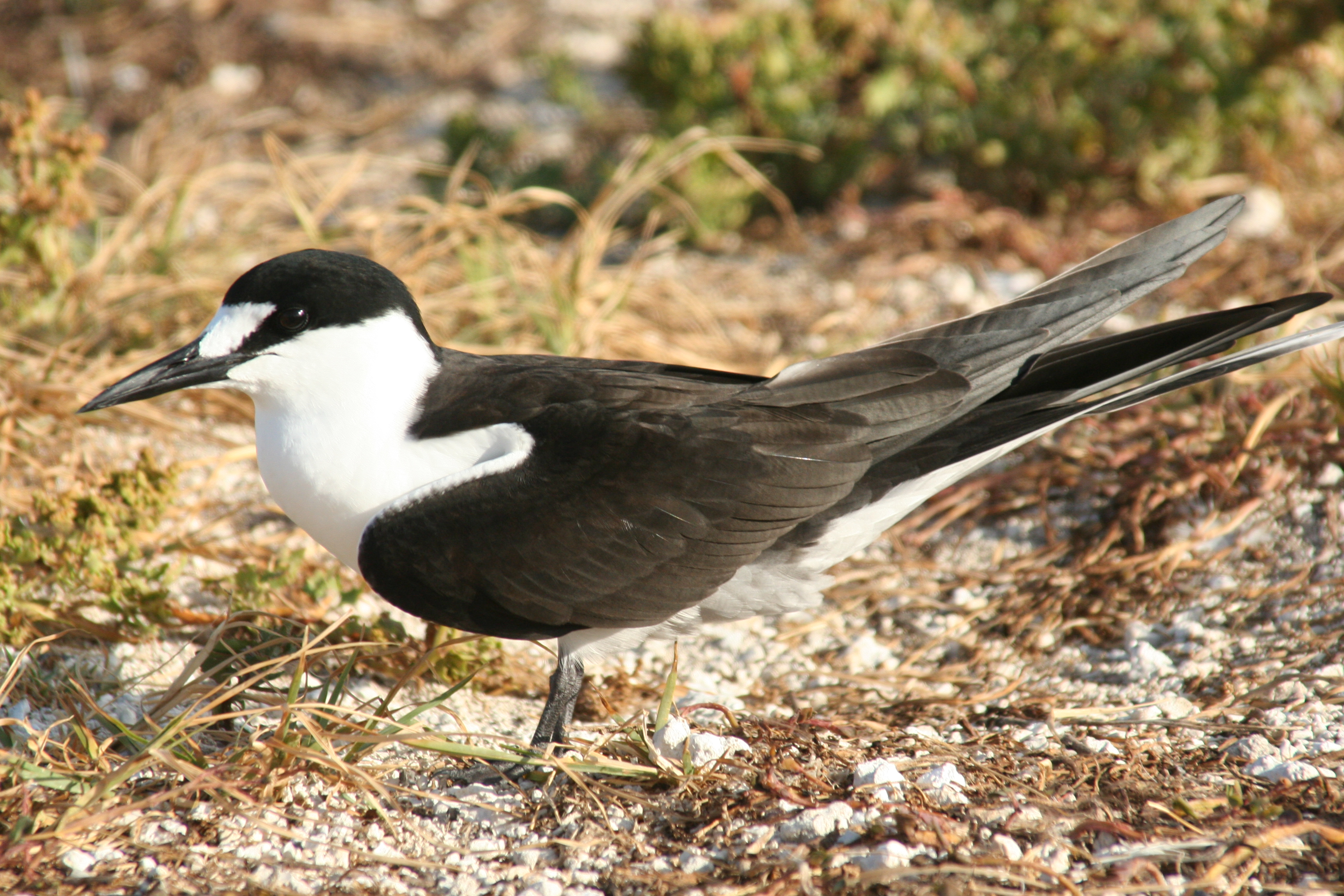
Rußseeschwalbe
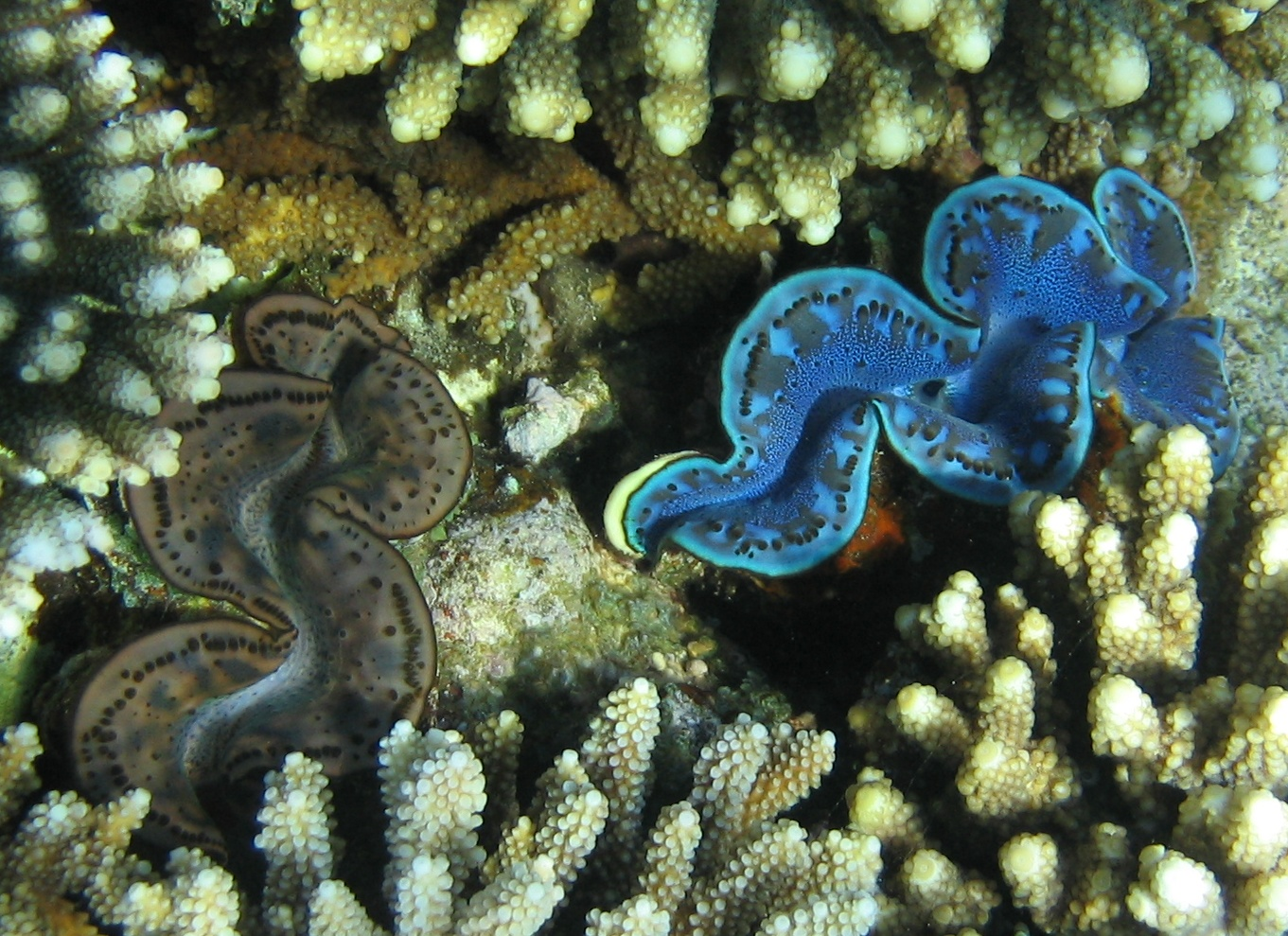
Riesenmuscheln

## Umwelt: Korallensterben, Fischfang, Tourismus und Gasfeld
1998 kam es zu einem großen Korallensterben am Scott Reef, wovon insbesondere Hartkorallen betroffen waren; dies hatte weitere negative Auswirkungen auf Fische und Wirbellose.
In den Gewässern vor der Nordwestküste Australiens, einschließlich des Scott Reef, können indonesische Fischer mit Erlaubnis der australischen Regierung mit traditionellen Methoden Fische entsprechend einem Abschluss eines Memorandum of Understanding fangen. Diese traditionellen Fischer fangen Seegurken, die sie zu Bêche-de-mer verarbeiten, wie auch Fische, sammeln Muscheln und Haifischflossen. 
Einige private Charterschiffe kommen von australischen Häfen mit Touristen an Bord an das Scott Reef oder Seringapatam Reef.
Das Browse-LNG-Gasfeld, das unterhalb der südlichen und nördlichen Riffe liegt, wird von Woodside Petroleum erschlossen. In diesem Gasfeld befinden sich schätzungsweise 30 Milliarden km³ Erdgas und es wird seit 2010 im Torosa-Gasfeld erschlossen.